# Dourado (São Paulo)
Dourado es un municipio brasileño del estado de São Paulo, y está localizado en el centro geográfico del estado. Se localiza a una latitud 22º06'00" sur y a una longitud 48º19'03" oeste, estando a una altitud de 706 metros. Su población estimada en 2006 era de 9.244 habitantes.

## Demografía
Datos del censo de 2000
- Población Total: 8.606
  - Urbana: 7.839
  - Rural: 767
  - Hombres: 4.403
  - Mujeres: 4.203
- Densidad demográfica (hab./km²): 41,78
- Mortalidad infantil hasta 1 año (por mil): 14,46
- Expectativa de vida (años): 71,99
- Tasa de fertilidad (hijos por mujer): 2,63
- Tasa de Alfabetización: 88,10%
- Índice de Desarrollo Humano (IDH-M): 0,780
  - IDH-M Salario: 0,704
  - IDH-M Longevidad: 0,783
  - IDH-M Educación: 0,854

(Fuente: IPEADATA)

## Hidrografía
- Río Boa Esperança
- Río Jacaré-Pepira

## Carreteras
- SP-215 - Carretera Luís Augusto de Oliveira

## Religión
El Cristianismo está presente en la ciudad de la siguiente manera:

### Iglesia Católica
La iglesia católica del municipio forma parte de la Diócesis de São Carlos.

### Iglesia Protestante
En la ciudad están presentes las más diversas creencias evangélicas, principalmente pentecostales, incluidas las Asambleas de Dios de Brasil (la iglesia evangélica más grande del país), Congregación Cristiana, entre otras. Estas denominaciones están creciendo cada vez más en todo Brasil.